# .no
.no este domeniul național de nivel superior al Norvegiei în Internet.